# Desmoquattro
Desmoquattro is een wegraceklasse bij Ducati Clubraces voor motorfietsen met vier kleppen per cilinder. De naam is afgeleid van Desmodromie en het Italiaanse woord voor 4, quattro.